# Motocross delle Nazioni 2015
Il Motocross delle Nazioni 2015 (conosciuto anche con i nomi Motocross des Nations, Motocross of Nations o MXDN), evento giunto alla sessantanovesima edizione, si è disputato a Ernée in Francia nei giorni 26 e 27 settembre 2015. È stato vinto dalla squadra francese, davanti a quella statunitense e a chiudere il podio quella belga.

## Gare

### Gara 1 (MXGP & MX2)
| Pos. | Pilota           | Moto     | Tempo   |
| ---- | ---------------- | -------- | ------- |
| 1    | Justin Barcia    | Kawasaki | 35'41"  |
| 2    | Evgeny Bobryshev | Yamaha   | a 13"   |
| 3    | Maximilian Nagl  | Honda    | a 16"   |
| 4    | Marvin Musquin   | KTM      | a 19"   |
| 5    | Jeremy Martin    | Yamaha   | a 25"   |
| 6    | Ben Townley      | Honda    | a 36"   |
| 7    | Gautier Paulin   | Honda    | a 39"   |
| 8    | Shaun Simpson    | KTM      | a 1'00" |
| 9    | Valentin Guillod | Yamaha   | a 1'03" |
| 10   | Jeremy Seewer    | Suzuki   | a 1'15" |

### Gara 2 (MX2 & Open)
| Pos. | Pilota              | Moto     | Tempo   |
| ---- | ------------------- | -------- | ------- |
| 1    | Romain Febvre       | Yamaha   | 35'38"  |
| 2    | Cooper Webb         | Yamaha   | a 3"    |
| 3    | Marvin Musquin      | KTM      | a 10"   |
| 4    | Jeremy Van Horebeek | Yamaha   | a 15"   |
| 5    | Jeremy Martin       | Yamaha   | a 19"   |
| 6    | Dean Wilson         | KTM      | a 40"   |
| 7    | Glenn Coldenhoff    | Suzuki   | a 1'05" |
| 8    | Tanel Leok          | Kawasaki | a 1'14" |
| 9    | Pascal Rauchenecker | KTM      | a 1'23" |
| 10   | Jeremy Seewer       | Suzuki   | a 1'25" |

### Gara 3 (MXGP & Open)
| Pos. | Pilota              | Moto   | Tempo  |
| ---- | ------------------- | ------ | ------ |
| 1    | Romain Febvre       | Yamaha | 35'29" |
| 2    | Ben Townley         | Honda  | a 3"   |
| 3    | Justin Barcia       | Yamaha | a 4"   |
| 4    | Evgeny Bobryshev    | Honda  | a 13"  |
| 5    | Gautier Paulin      | Honda  | a 14"  |
| 6    | Cooper Webb         | Yamaha | a 15"  |
| 7    | Jeremy Van Horebeek | Yamaha | a 39"  |
| 8    | Dean Wilson         | KTM    | a 45"  |
| 9    | Ken De Dycker       | KTM    | a 54"  |
| 10   | Glenn Coldenhoff    | Suzuki | a 57"  |

## Classifica finale
| Pos. | Selezione Nazionale | Pilota              | Moto      | Classe | Gara 1 | Gara 2 | Gara 3 | Punti |
| ---- | ------------------- | ------------------- | --------- | ------ | ------ | ------ | ------ | ----- |
| 1    | Francia             | Gautier Paulin      | Honda     | MXGP   | 7      |        | 5      | 14    |
| 1    | Francia             | Marvin Musquin      | KTM       | MX2    | 4      | 3      |        | 14    |
| 1    | Francia             | Romain Febvre       | Yamaha    | Open   |        | 1      | 1      | 14    |
| 2    | Stati Uniti         | Justin Barcia       | Yamaha    | MXGP   | 1      |        | 3      | 16    |
| 2    | Stati Uniti         | Jeremy Martin       | Yamaha    | MX2    | 5      | 5      |        | 16    |
| 2    | Stati Uniti         | Cooper Webb         | Yamaha    | Open   |        | 2      | 6      | 16    |
| 3    | Belgio              | Ken De Dycker       | KTM       | MXGP   | 24     |        | 9      | 56    |
| 3    | Belgio              | Julien Lieber       | Yamaha    | MX2    | 12     | 36     |        | 56    |
| 3    | Belgio              | Jeremy Van Horebeek | Yamaha    | Open   |        | 4      | 7      | 56    |
| 4    | Estonia             | Priit Rätsep        | Honda     | MXGP   | 16     |        | 19     | 66    |
| 4    | Estonia             | Harri Kullas        | Husqvarna | MX2    | 15     | 12     |        | 66    |
| 4    | Estonia             | Tanel Leok          | Kawasaki  | Open   |        | 8      | 15     | 66    |
| 5    | Svizzera            | Valentin Guillod    | Yamaha    | MXGP   | 9      |        | 14     | 67    |
| 5    | Svizzera            | Jeremy Seewer       | Suzuki    | MX2    | 10     | 10     |        | 67    |
| 5    | Svizzera            | Andy Baumgartner    | KTM       | Open   |        | 24     | 36     | 67    |
| 6    | Paesi Bassi         | Brian Bogers        | KTM       | MXGP   | 22     |        | 21     | 72    |
| 6    | Paesi Bassi         | Nick Kouwenberg     | Honda     | MX2    | 19     | 15     |        | 72    |
| 6    | Paesi Bassi         | Glenn Coldenhoff    | Suzuki    | Open   |        | 7      | 10     | 72    |
| 7    | Australia           | Todd Waters         | Husqvarna | MXGP   | 13     |        | 12     | 77    |
| 7    | Australia           | Luke Clout          | Yamaha    | MX2    | 33     | 13     |        | 77    |
| 7    | Australia           | Dean Ferris         | Husqvarna | Open   |        | 19     | 20     | 77    |
| 8    | Nuova Zelanda       | Ben Townley         | Honda     | MXGP   | 6      |        | 2      | 92    |
| 8    | Nuova Zelanda       | Kayne Lamont        | Yamaha    | MX2    | 34     | 35     |        | 92    |
| 8    | Nuova Zelanda       | Cody Cooper         | Honda     | Open   |        | 20     | 30     | 92    |
| 9    | Germania            | Maximilian Nagl     | Husqvarna | MXGP   | 3      |        | 38     | 97    |
| 9    | Germania            | Henry Jacobi        | KTM       | MX2    | 36     | 29     |        | 97    |
| 9    | Germania            | Dennis Ullrich      | Suzuki    | Open   |        | 11     | 18     | 97    |
| 10   | Austria             | Lukas Neurauter     | KTM       | MXGP   | 35     |        | 34     | 103   |
| 10   | Austria             | Pascal Rauchenecker | KTM       | MX2    | 18     | 9      |        | 103   |
| 10   | Austria             | Günter Schmidinger  | Honda     | Open   |        | 14     | 28     | 103   |